# Flora, Apayao
Flora là một đô thị cấp bốn ở tỉnh Apayao, Philippines. Theo điều tra dân số năm 2015, đô thị này có dân số 17.391 người trong.

## Các đơn vị hành chính
Flora, về mặt hành chính, được chia thành 16 khu phố (barangay).
| - Allig - Anninipan - Atok - Bagutong - Balasi - Balluyan - Malayugan - Malubibit Norte | - Poblacion Đ - Tamalunog - Mallig - Malubibit Sur - Poblacion West - San Jose - Santa Maria - Upper Atok (Coliman) |